# 闽港关系
闽港关系，是指中华人民共和国福建省与香港特别行政区之间的关系。目前，香港是福建最大的外资来源地，也是福建企业对外投资的主要目的地。

## 历史
2014年1月，香港特区行政长官梁振英访闽，双方达成闽港特殊性质合作关系的共识。在闽港经贸交流会上，福建提出，闽港可以在金融、物流、旅游、人才等九大方向进行合作。2014年5月，福建省政府印发《加强闽港合作三年（2014-2016年）行动方案》。
2015年1月，香港特区政务司司长林郑月娥到福建出席首次闽港合作会议，并签署《关于加强闽港经贸合作的协议》和《关于加强闽港金融合作的协议》。

## 投资
截至2003年，福建省内有一万七千多家港资企业，累计实际利用外资金额200亿美元，占福建省外来实际投资总额的近一半，名列投资来源地之首。港商在该省投资的项目遍及纺织、铝箔、货柜码头、桥梁、飞机工程、房地产等。2014年，福建省实际利用港资56.1亿美元，占全省合同外资近七成；截至2014年底，福建在香港设立的境外企业和分支机构达671家，有5家港资银行设立的10家一级营业机构，另有2家港资保险代表处和1家专业中介机构。
2014年10月，东亚银行在福州开办分行，成为福建省内拥有分支机构最多的外资银行。2015年5月21日，港资汇丰银行福州分行成立，成为福建自贸试验区挂牌后首家设立的外资银行。

## 人员往来
早在南宋时期，便有福建人到香港，因此香港有许多天后庙的遗存。香港割让予英国后，成为自由贸易港，吸引了不少福建人来港经商。他们多经营家乡土特产转口、售卖药材和船务，并集中在文咸东、西街、永乐东一带。20世纪30年代，香港的福建人口约有10万人，占全港人口总数的五分之一。抗日战争爆发后，大批福建人到香港避难。目前，香港的闽籍人数约有80万，其中以闽南人居多。
2016年8月11日，近500名香港青年组成“四海一家·闽港青年交流团”以“加强联系交流、增加互融互通”为主题到福建访问。交流团团长、香港新家园协会会长许荣茂表示“新家园协会”将继续创造条件，增进两地青年交流、深化闽港合作。